# Kampens kapell
Kampens kapell (finska: Kampin kappeli) är ett kapell i centrala Helsingfors i stadsdelen Kampen vid Narinkentorget. Kapellet byggdes inför Helsingfors designhuvudstadsår 2012 och invigdes den 1 juni 2012. Kapellet representerar finländsk träarkitektur och är ritat av arkitekterna Kimmo Lintula, Niko Sirola och Mikko Summanen från arkitektbyrån K2S. Kapellsalen har en höjd på 11,5 meter. 

## Bildgalleri

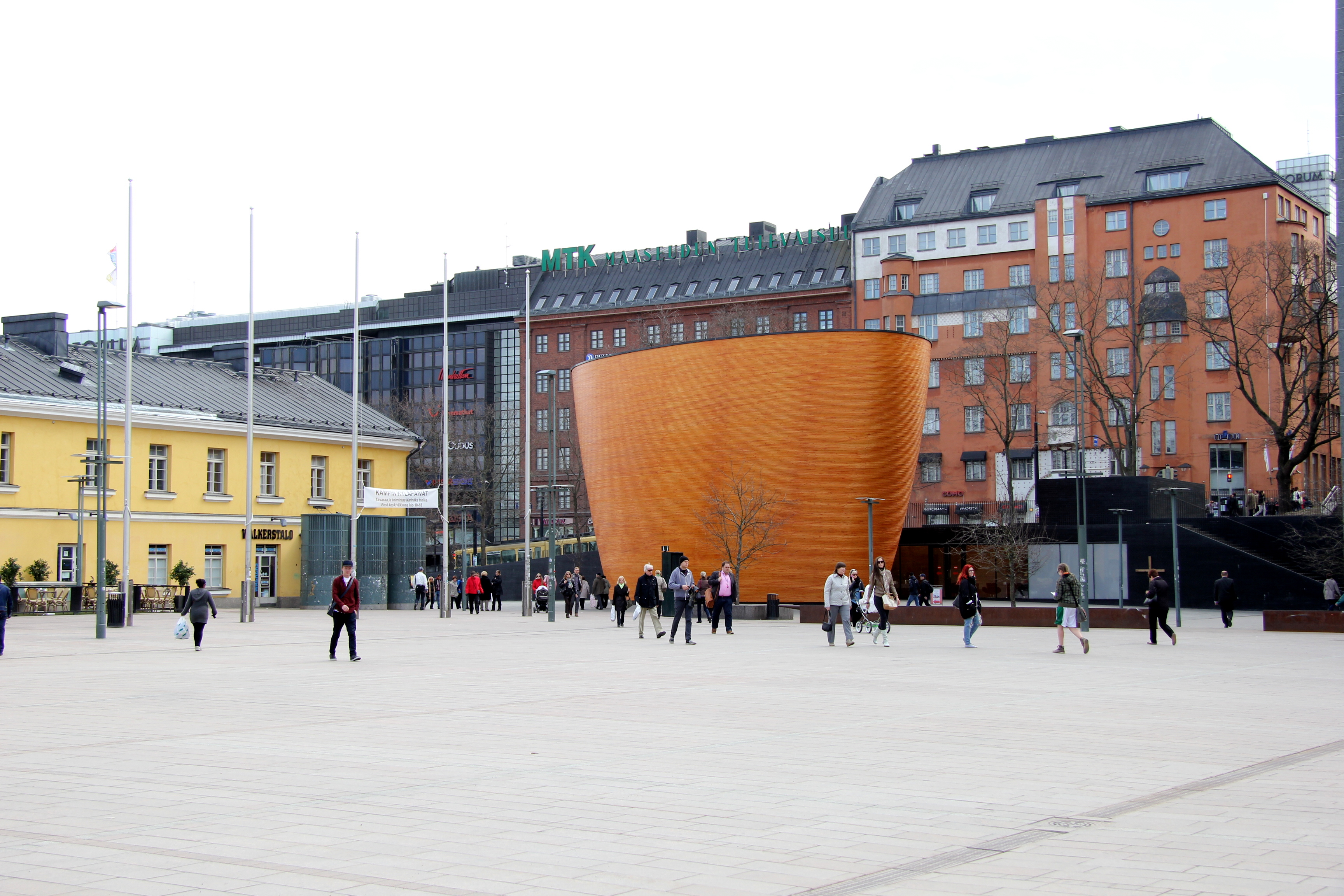
Kapellet mot Simonsgatan, med Kulturkasernen till vänster i bakgrunden
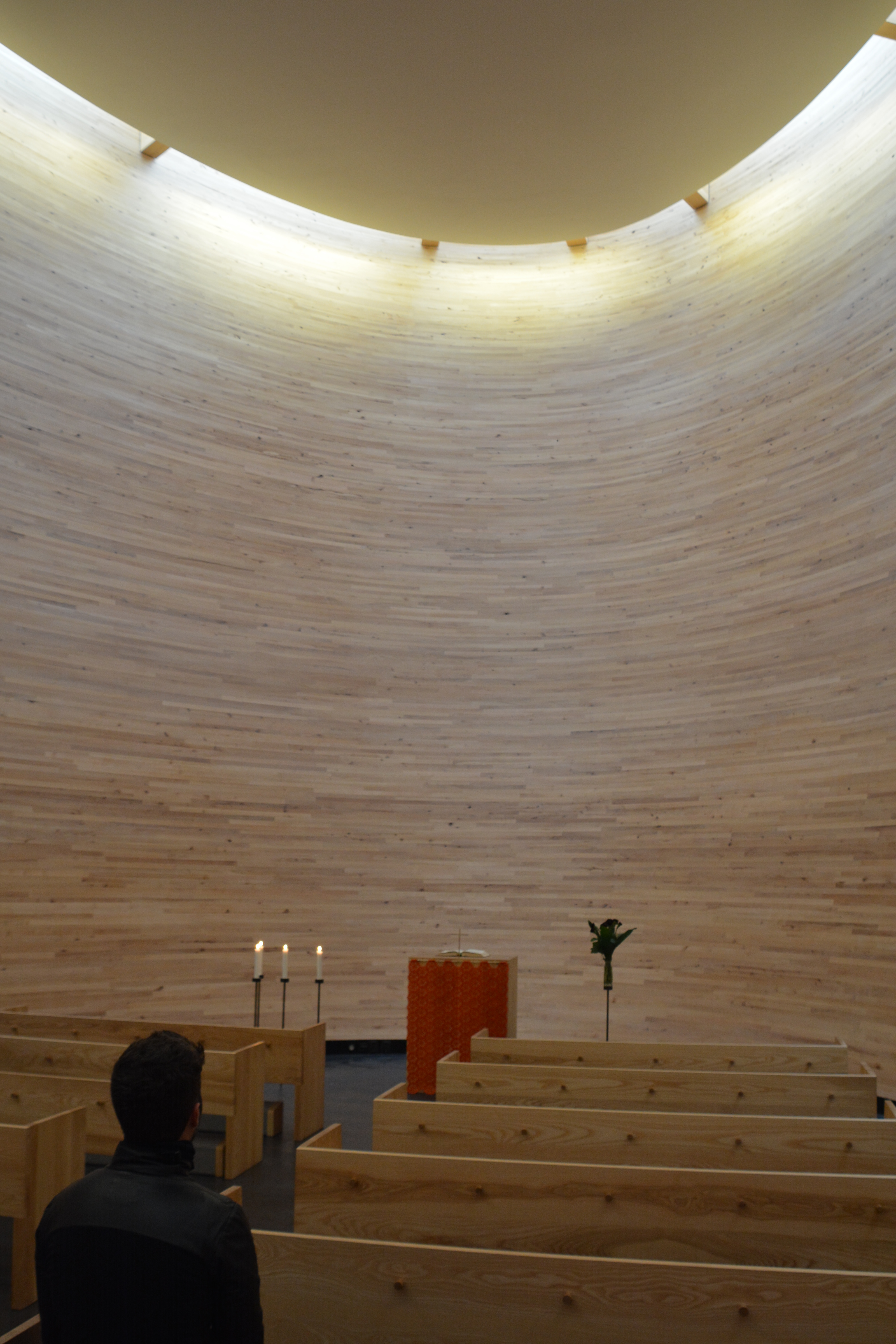
Interiör